# Frontera entre Mauritània i el Senegal
La frontera entre Mauritània i el Senegal és la línia fronterera de traçat est-oest marcada pel curs del riu Senegal, que separa el nord del Senegal del sud-oest de Mauritània a l'Àfrica oriental, separant les regions mauritanes de Trarza, Brakna, Gorgol i Guidimaka de les regions senegaleses de Matam, Saint-Louis i Tambacounda. Té 813 km de longitud. La frontera es troba completament al curs del riu Senegal: comença en el punt de confluència amb el Falémé que marca la frontera entre el Senegal i Mali i acaba no gaire lluny de la seva desembocaduraal nord de la ciutat senegalesa de Saint-Louis. És una frontera disputada, que entre 1989 e 1991 va protagonitzar una guerra, el moment més greu de la guerra entre el Senegal i Mauritània, que té el seu origen en drets de pastura.

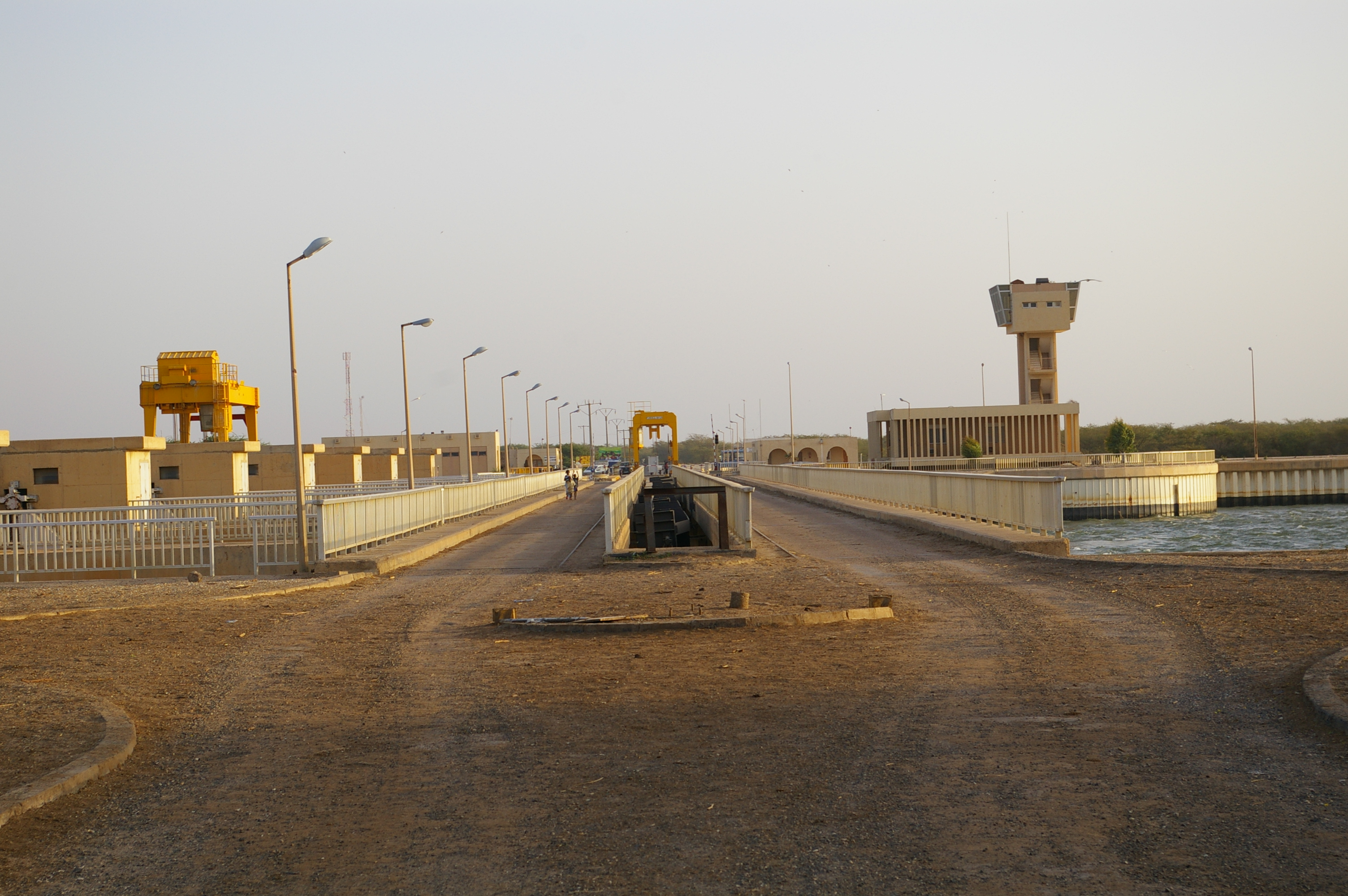
Embassament de Diama, a la frontera entre ambdós països

## Conflictes
En 1989 es va produir una guerra entre el Senegal i Mauritània degut a un anunci fet pel govern senegalès de que implementaria un projecte conegut com a "Projecte de Rehabilitació de la Vall dels Fòssils", que provocà la reacció irada de molts mauritans, que veien perillar el seu abastiment d'aigua. En els combats van morir més de 400 persones, provocant que el 1991 el govern senegalès retirés el programa. Mentrestant, el juny de 1999 el govern senegalès tornà a anunciar plans per reprendre el projecte, cosa que va renovar les tensions entre els dos països, que augmentaren quan Mauritània va donar un termini de 15 dies a tots els senegalesos al seu territori per abandonar el país.